# Protostega
Protostega ("första taket") är ett utdött släkte av havssköldpadda som innehåller en enda art, Protostega gigas. Dess fossila rester har hittats i Smoky Hill Chalk-formationen i västra Kansas (Hesperornis-zonen, daterad till 83,5 miljoner år sedan) och tidsekvivalenta bäddar i Mooreville Chalk Formation i Alabama. Fossila exemplar av denna art samlades först 1871 och namngavs av Edward Drinker Cope 1872. Med en längd på 3 meter, är det den näst största havssköldpaddan som någonsin levt, efter Archelon, och den tredje största sköldpaddan genom tiderna bakom Archelon och Stupendemys.

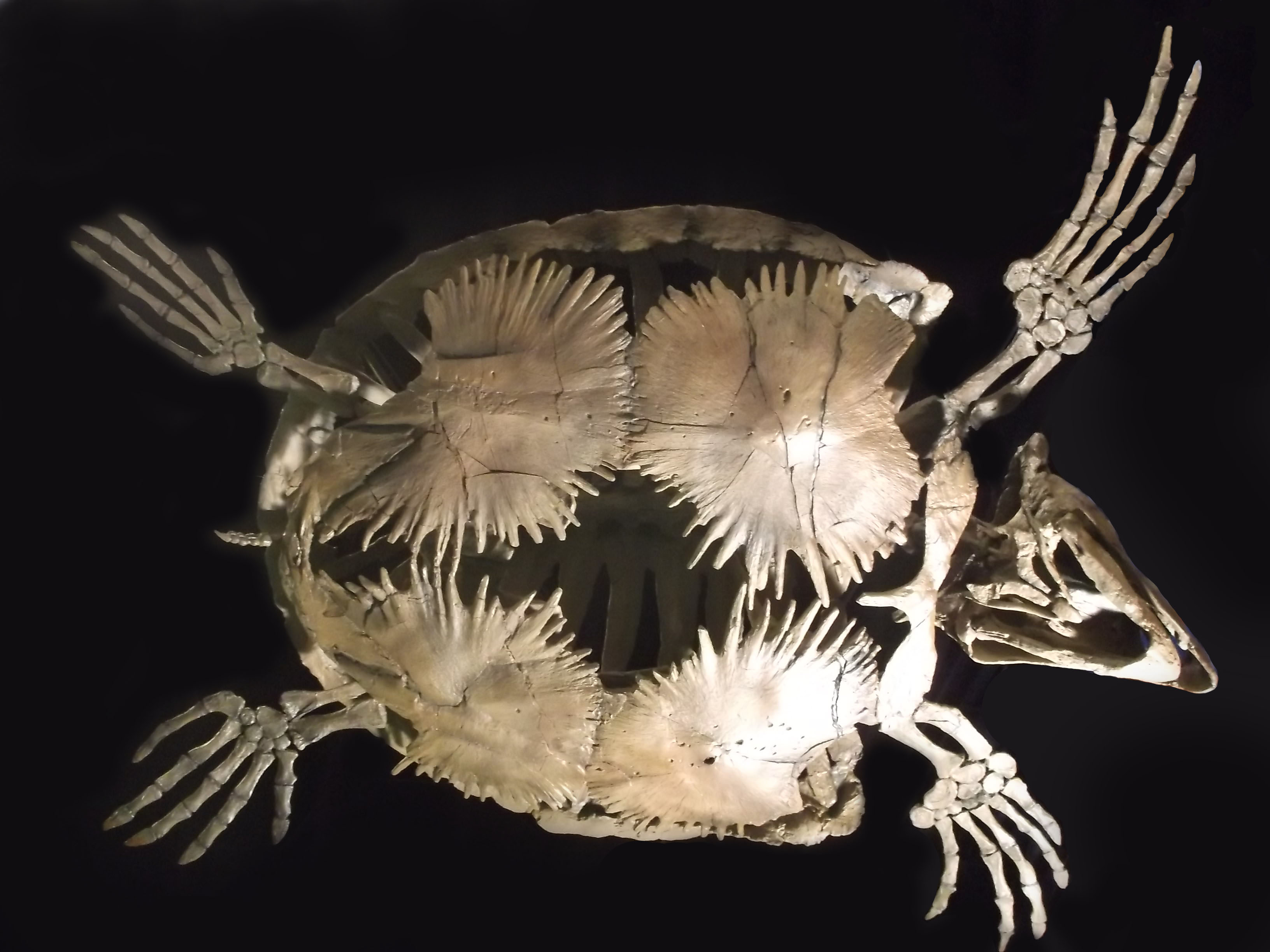
Protostega-skelettrekonstruktion i Rocky Mountain Dinosaur Resource Center, Woodland Park, Colorado.

## Upptäckt och historia

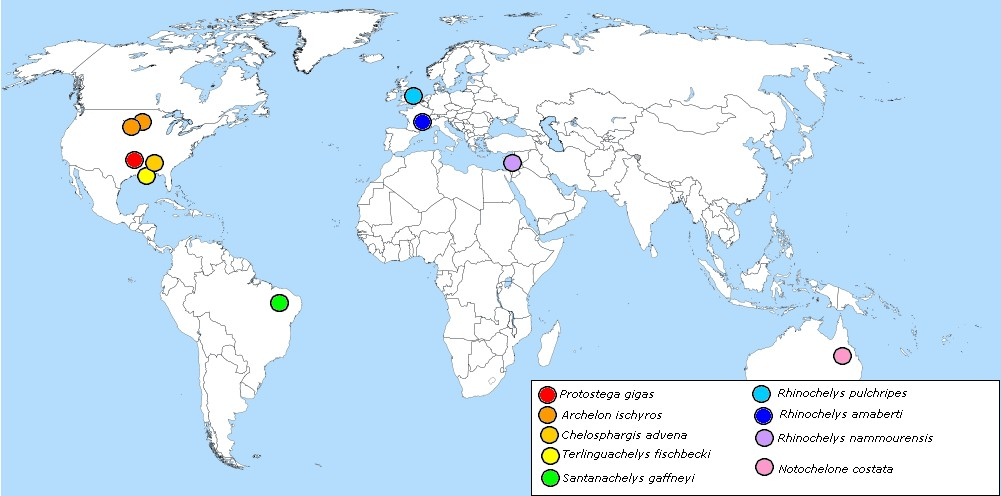
Fyndplatser av fossil från familjen Protostegidae.

Det första kända Protostega-exemplaret (YPM 1408) samlades in den 4 juli under "Yale College Scientific Expedition" 1871, nära Fort Wallace cirka 5 månader innan Cope anlände till Kansas. Men fossilen som de hittade beskrevs eller namngavs aldrig. Det var inte förrän E. D. Cope hittade och samlade det första exemplaret av Protostega gigas 1871.

## Paleomiljö

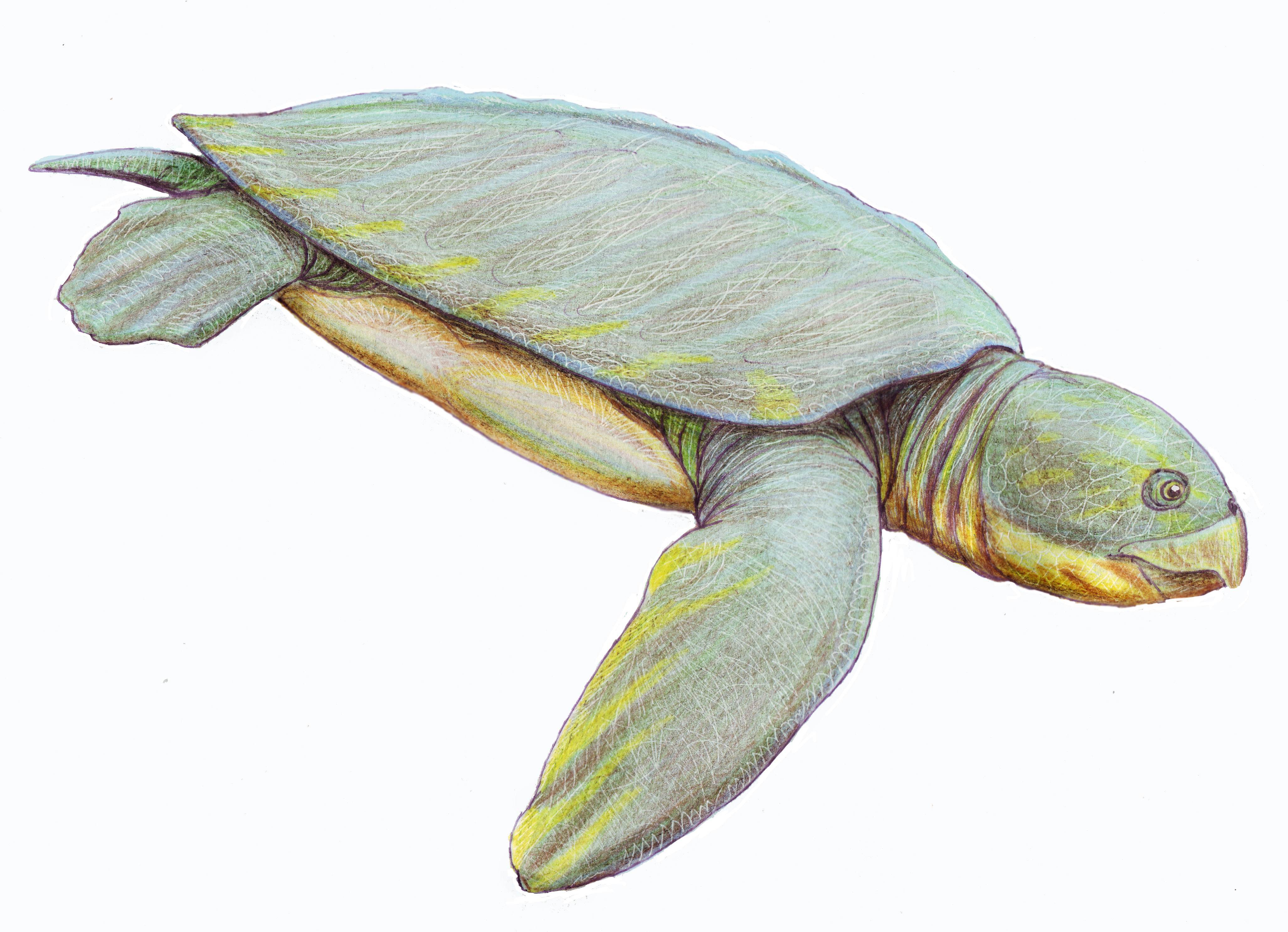
Ritad restaurering.

Sena krita präglades av höga temperaturer, med stora epikontinentala vattenvägar. Under mitten till sen krita täckte "Western Interior Seaway" majoriteten av Nordamerika och kunde ibland ansluta till de boreala och Tethyaniska oceanerna. Inom dessa regioner har det hittats fossil av Protostega gigas.  

## Beskrivning
Protostega är känd för att ha nått upp till 3 meters längd. Cope's Protostega gigas-upptäckt avslöjade att deras skal hade en minskning av benbildning som hjälpte dessa enorma djur med effektivisering i vattnet och viktminskning. Skölden var kraftigt reducerad och skivan sträckte sig mindre än halvvägs till revbenens bortre ändar. Cope beskrev andra starkt modifierade ben i sitt exemplar, inklusive ett extremt lång korpnäbbsutskott som nådde hela vägen till bäckenet och en humerus som liknade en Dermochelys.
Skallstruktur: Edward Cope beskrev den unika Protostega-gigan för att ha en stor jugal som nådde fram till kvadratbenet tillsammans med en förtjockad pterygoid som nådde till kvadratbenets mandibulära ledytor. Fossilen innehöll en minskning av den bakre delen av vomern där palatinerna möts medialt. Ett annat fossiliserat exemplar visade en benig förlängning, som skulle ha betraktats som en näbb, något man hittade hos Archelon, men som man konstaterat saknades i Protostega-släktet. Fossilens käkar visade en stor krossande yta. Kvadrato-jugalen var triangulär med en bakre kant som var konkav. I Cope's fossil bevarades underkäken nästan perfekt och från detta noterade han att käken var mycket lik Chelonidae och underkäken had en konkav yta, markerad av djupa gropar.
Cope drog slutsatsen att dessa djur troligen var allätare och konsumerade främst kräftdjur, på grund av den långa symfysen i underkäken. Resten av dieten var förmodligen tång och maneter samt flytande kadaver, likt nutida havssköldpaddor.

## Klassificering
Klassificeringen av Protostega var komplicerad. Exemplaret som Cope upptäckte i Kansas var svårt att utvärdera med dess bevaringsskick. Fossilen delade många egenskaper med två olika registrerade släkten; Dermochelys och Chelonidae. Cope skrev om egenskaperna som tydligt skilde denna speciella art från de två kontroversiella grupperna och drog slutsatsen att släktet Protostega och arterna Protostega gigas var en mellanliggande form av de två grupperna Dermochelys och Chelonidae.

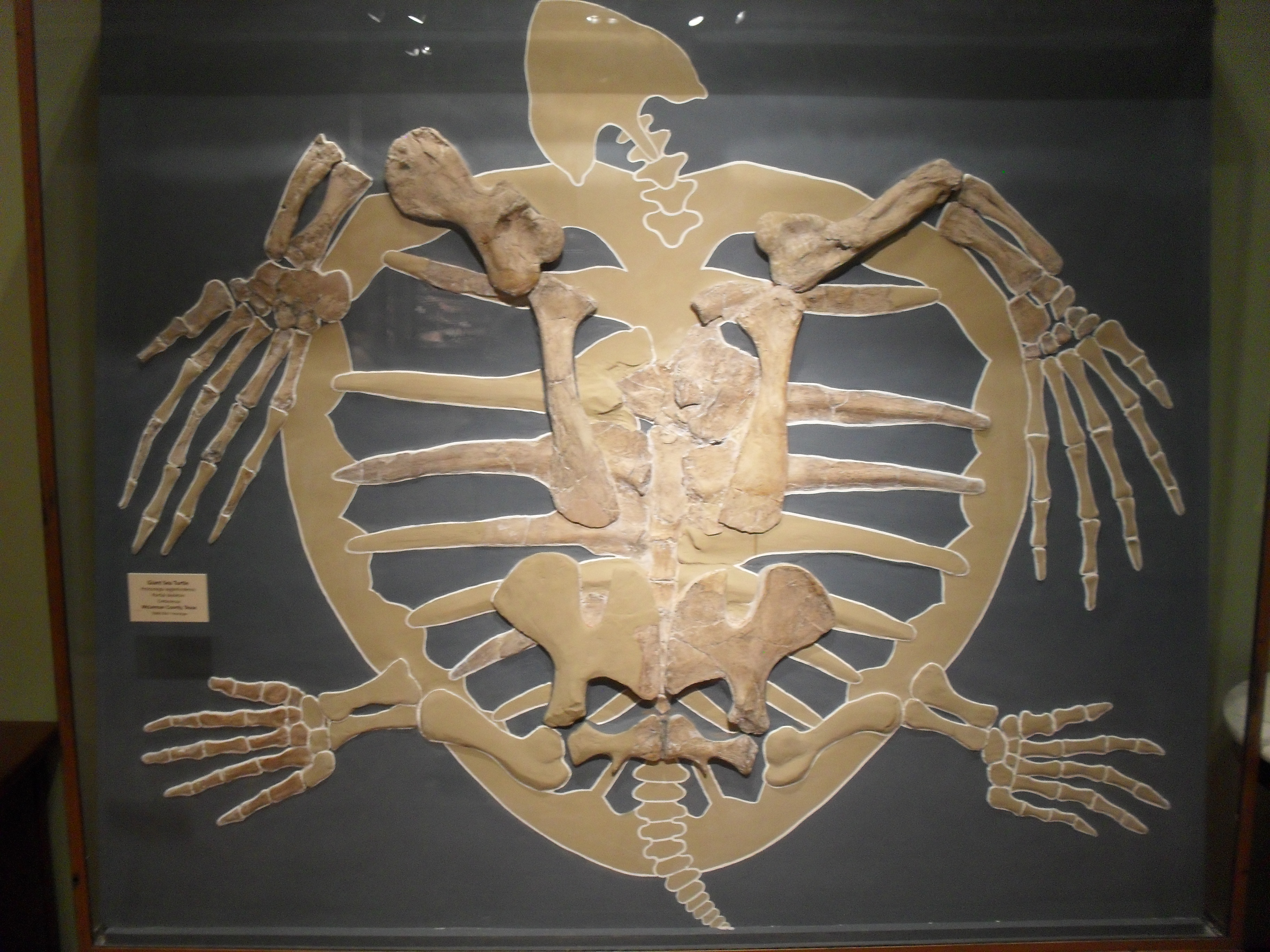
Kroppsstruktur av fossiliserad Protostega.